# Casa de la Vila de Lloret de Mar
La Casa de la Vila de Lloret de Mar és un edifici del municipi de Lloret de Mar (Selva) que forma part de l'Inventari del Patrimoni Arquitectònic de Catalunya. És la seu de l'Ajuntament de Lloret de Mar. L'edifici està aïllat, envoltat pel passeig Verdaguer, el passeig Agustí Font, el carrer Sant Baldiri i la plaça de la Torre.

## Descripció
Es tracta d'un edifici de quatre plantes amb terrassa que ocupa tota una illa de cases, o sigui, que està envoltada de carrers, el passeig Jacint Verdaguer, el passeig Agustí Font, el carrer de Sant Baldiri i la plaça de la Torre. La façana està arrebossada i pintada de color rosat i destaca per les decoracions puntuals en baranes i cornises de terra cuita. La construcció, de planta rectangular, consta, a la façana principal, de set crugies dividides en tres sectors i té una estructura simètrica. Els laterals consten de tres crugies dividides per dues pilastres de dalt a baix.
El cos central de la façana està un xic més avançat i destaca per les tres arcades de mig punt de la planta baixa, per les quatre pilastres corínties i per la culminació en forma de frontó de terra cuita i un campanile de ferro. A la cornisa superior destaca l'escut d'Espanya, com a culminació de la façana principal, amb la particularitat que es tracta d'un dels pocs edificis que té l'escut del rei Amadeu de Savoia. Al costat nord i al costat sud també hi ha, a la cornisa, panells d'estructura triangular de terra cuita. Hi ha l'escut de Lloret, amb el llorer simbòlic, i una al·legoria de la Llei (a llevant). Igualment destaca, darrere l'escut principal de la façana anterior, el citat campanar de ferro forjat, obra del serraller Tarrats, dissenyat pel dibuixant Agustí Font i Vilarrubí.

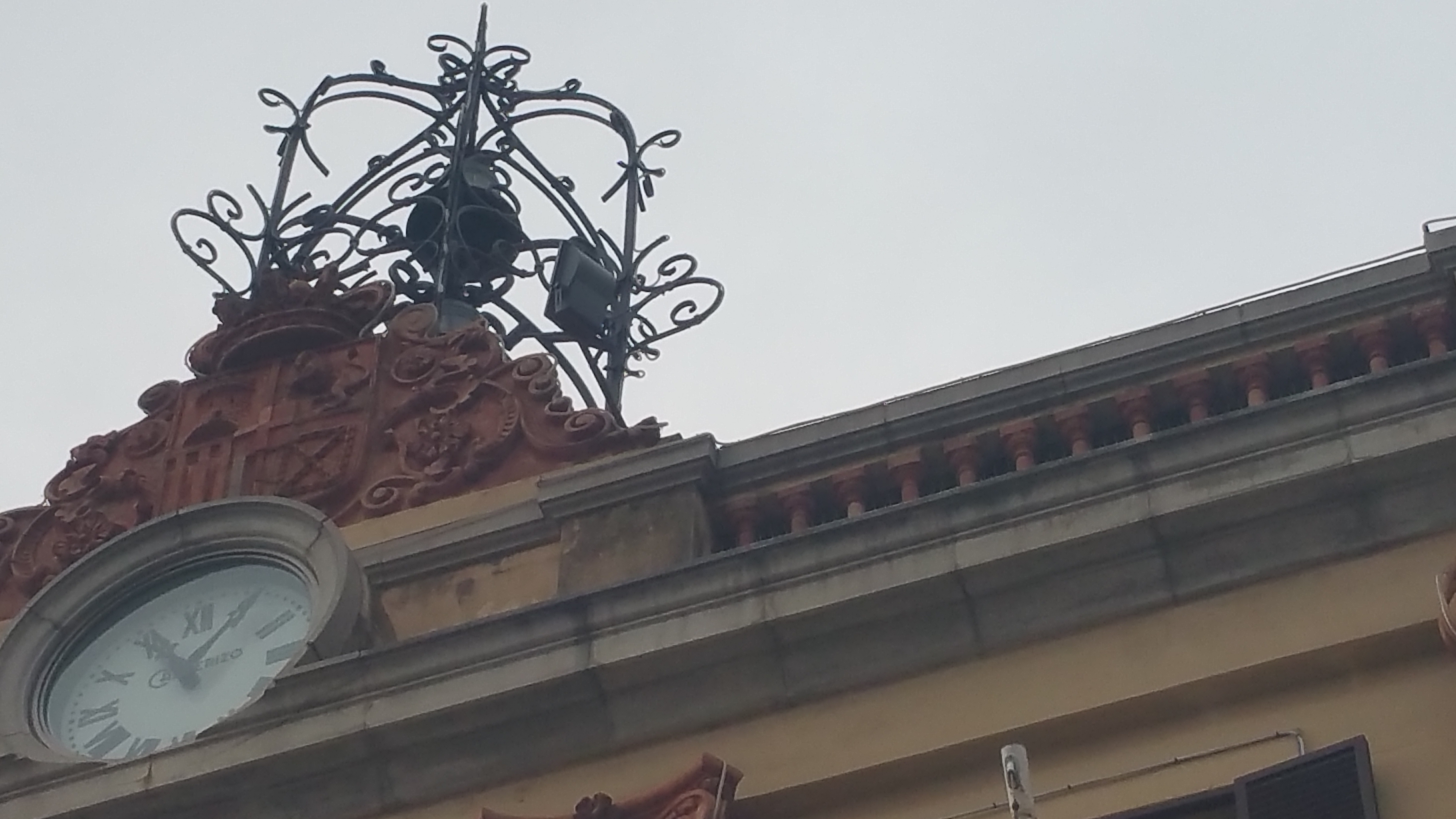
Escut i campanar de ferro forjat

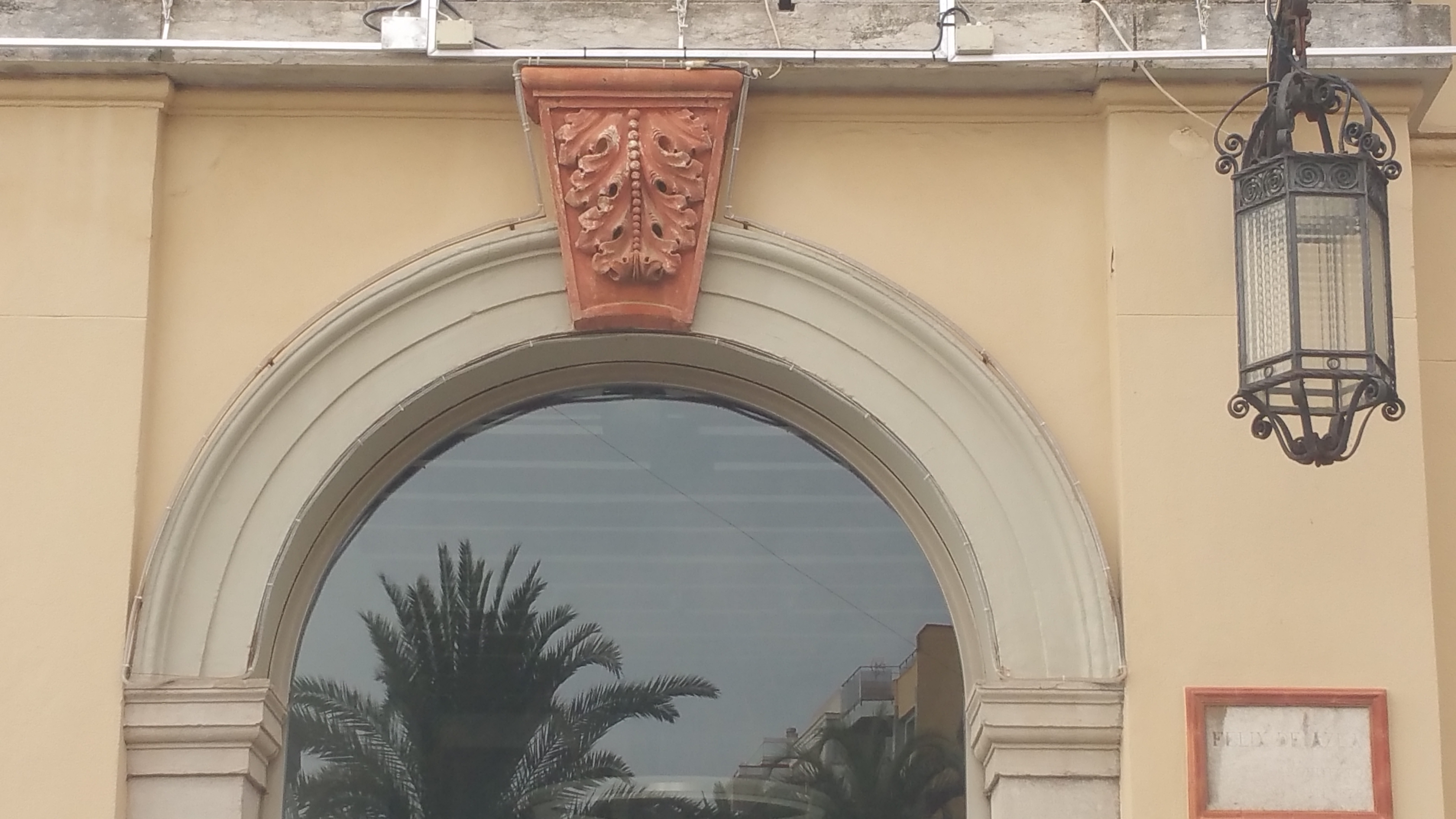
Decoració de la façana

Totes les obertures són rectangulars a excepció de les tres arcades de la planta baixa de la façana principal, sota el balcó presidencial. Totes les finestres del primer pis tenen un balcó amb decoració de terra cuita als barrots i baranes. La planta baixa comença amb un sòcol d'un metre d'alçada fet de placat de pedra en grans blocs. Les cantonades de l'edifici són arrodonides. A excepció de les finestres del segon pis, més petites i quadrades que les altres, totes les obertures tenen uns guardapols amb decoracions vegetals de terra cuita. La cornisa és contínua i volta tot l'edifici i a l'altura de l'entrada destaca la balustrada, el rellotge circular, l'escut monàrquic i el campanar de ferro que culmina la construcció.

## Història
A partir del segle xviii prengueren especial importància les drassanes i les relacions comercials marítimes amb bona part d'Amèrica, cosa que va propiciar el sorgiment de grans fortunes, cosa que va influir en l'arquitectura local. Durant el segle xix el comerç transoceànic feu emigrar alguns indians. Els que tornaven havent fet negoci i rics, solien reformar les antigues cases pairals i es construïen cases senyorials d'estil neoclàssic, eclèctic o modernista, feien obres de beneficència i encarregaven grans i cars mausoleus funeraris. La construcció de l'Ajuntament s'ha d'inserir en aquest context d'auge econòmic elitista (1880-1920). Fou l'època en què la fisonomia urbana de Lloret va experimentar un canvi radical. Entre altres coses, va suposar per a Lloret un apropament al mar.

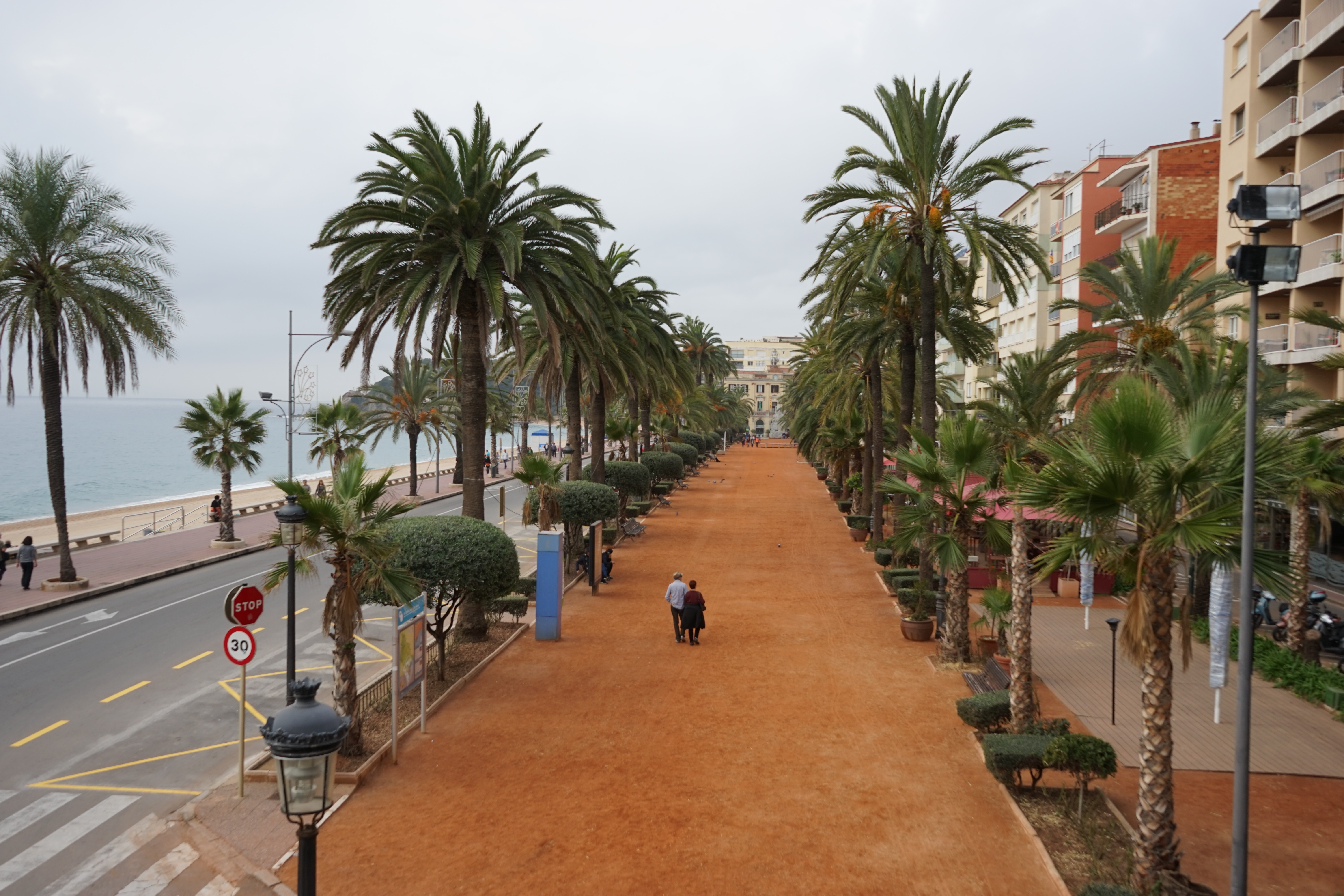
Passeig Verdaguer amb l'Ajuntament al fons, des de Can Garriga

El passeig Jacint Verdaguer de Lloret està flanquejat per dues cases majestuoses, la casa Garriga i l'Ajuntament. Aquest darrer fou projectat i construït entre 1867 i 1872 pels arquitectes Félix de Azúa i Martí Sureda Deulovol, arquitectes provincials, i segueix la tipologia estilística neoclàssica. Les façanes de l'Ajuntament foren decorades amb terra cuita obra del terrisser lloretenc Pau Arpí i Galí. Curiosament, la balconada del pis superior o terrassa està culminada amb un escut de la corona espanyola amb atributs de l'efímer rei Amadeu de Savoia. El campanar de ferro forjat, col·locat el 1884, fou obrat pel serraller i ferrer Pere Tarrats (anomenat "Bona nit") prenent com a base els dissenys d'Agustí Font i Vilarrubí. Aquesta obra fou contractada a pes, concretament a 90 cèntims el quilo. El responsable del rellotge fou el barceloní Isidre Bofill.
Al lloc on hi ha l'Ajuntament hi havia una antiga torre del segle xvii (1601-1607) malmesa pels temporals. Aquesta torre era de planta semicircular i tenia dos torricons i una barbacana. L'any 1867 es va acordar l'enderrocament de la Torre de la Vila, que també funcionava com a esporàdica casa consistorial i presó de Lloret. El pressupost de les obres de la nova construcció van sumar 19.981.660 escuts (unes 50 mil pessetes), una quantitat quatre vegades superior a l'import total del pressupost anual i ordinari. L'autoria de l'edifici s'havia atribuït tradicionalment a Félix de Azúa, però Jordi Soliguer i Mas assenyala que el 1857 l'arquitecte Martí Sureda Deulovol va presentar l'expedient per a l'enderrocament de la torre i els plànols de l'edificació de la nova casa consistorial que també havia d'incloure les escoles públiques. El 18 de febrer de 1868 es va posar la primera pedra de la Casa de la Vila. La seva inauguració fou el febrer de 1872.
Des de la inauguració de l'Ajuntament, la part baixa funcionà com a escola pública fins als anys trenta del segle xx. La primera planta era ocupada per la presó, el jutjat de pau, la sala de reunions, el rebedor, l'arxiu i la secretaria. El segons pis era ocupat pels habitatges dels mestres i les golfes, per l'habitatge de l'agutzil o conserge. Entre el 1907 i 1921 l'escola dels nens, situada a la part esquerra, fou dirigida per la mestra Lluïsa Usall i Gertrudis Moret. A més, també hi havia una guarderia infantil, popularment anomenada "Can Cagabotes".
A principis del segle xx, a banda de l'escola pública de l'Ajuntament funcionaven quatre escoles religioses a Lloret. Les noies podien anar al col·legi "El cor de Maria" (les monges catalanes) o al de la Immaculada Concepció (les monges franceses). Els nens anaven als germans maristes i, a partir de 1920, a les escoles parroquials. L'ajuntament ha estat reformat i restaurat a finals del segle XX i algunes regidories s'han repartit per altres edificis del vial, com és el cas d'Urbanisme i Cultura.